# Negri Gugung
Negri Gugung is een bestuurslaag in het regentschap Deli Serdang van de provincie Noord-Sumatra, Indonesië. Negri Gugung telt 244 inwoners (volkstelling 2010).